# John Doerfler

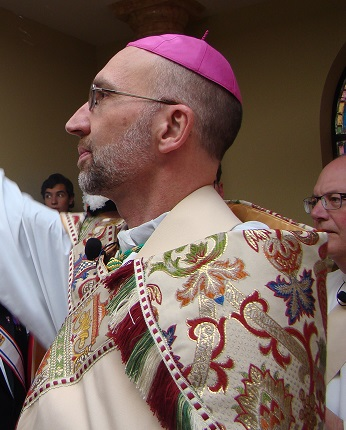
Bischofs John Francis Doerfler (2014)

Bischofswappen v

John Doerfler (* 2. November 1964 in Appleton) ist ein US-amerikanischer Geistlicher und römisch-katholischer Bischof von Marquette.

## Leben
John Doerfler studierte in Saint Paul und am Päpstlichen Nordamerika-Kolleg in Rom. Am 13. Juli 1991 empfing er das Sakrament der Priesterweihe für das Bistum Green Bay. Er war als Pfarrvikar in Littele Chute bei Appleton und an der Kathedrale von Green Bay tätig. 1997 erwarb er an der Katholischen Universität von Amerika ein Lizentiat in Kirchenrecht. Am Päpstlichen Institut „Johannes Paul II.“ für Studien zu Ehe und Familie in Washington, D.C. erwarb er 1999 ein Lizenziat in Moraltheologie und wurde im Jahr 2007 zum Doctor theologiae promoviert.
Im Bistum Green Bay war er unter anderem als Ehebandverteidiger und Diözesanrichter sowie als Vizekanzler des Bistums tätig. Seit 2005 war er Generalvikar.
Papst Franziskus ernannte ihn am 17. Dezember 2013 zum Bischof von Marquette. Der Erzbischof von Detroit, Allen Vigneron, spendete ihm am 14. Februar des folgenden Jahres die Bischofsweihe. Mitkonsekratoren waren der Erzbischof von Portland in Oregon, Alexander K. Sample, und der Bischof von Green Bay, David Ricken.